# Iñaki Peña
Ignacio "Iñaki" Peña Sotorres (ur. 2 marca 1999 w Alicante) – hiszpański piłkarz, występujący na pozycji bramkarza w hiszpańskim klubie FC Barcelona.

## Kariera klubowa
Urodzony w Alicante, Peña dołączył do zespołów młodzieżowych Alicante CF w 2004 roku, mając zaledwie 5 lat. W 2012 roku dołączył do szkółki FC Barcelony z Villarrealu. Był w składzie drużyny, która wygrała Ligę Młodzieżową UEFA w sezonie 2017/2018.
16 kwietnia 2018 roku, Iñaki przedłużył swój kontrakt z Barceloną na trzy sezony z opcją przedłużenia na kolejne 2 lata. Został przeniesiony do występującej w Segunda División B FC Barcelony B. Swój seniorski debiut zaliczył 6 października 2018 w zremisowanym 1–1 meczu przeciwko Atlético Baleares.
30 października 2018 roku, Peña otrzymał powołanie do pierwszej drużyny Barcelony na mecz Pucharu Króla rozgrywanym przeciwko Cultural Leonesa. Okazyjnie pojawiał się na ławce, gdy Jasper Cillessen lub Marc-André ter Stegen byli kontuzjowani.
6 października 2020 roku, FC Barcelona wykorzystała opcję przedłużenia kontraktu Iñakiego o 2 lata.

## Kariera reprezentacyjna
Peña reprezentował Hiszpanię na poziomie U-16, U-17, U-18 oraz U-19, gromadząc łącznie 28 występów. Razem z reprezentacją zajął drugie miejsce na Mistrzostwach Europy U-17 2016.
Przez izolację pierwszej drużyny reprezentacji Hiszpanii spowodowaną pozytywnym wynikiem testu na COVID-19 u Sergio Busquetsa, zespół U-21 otrzymał powołanie na towarzyski mecz przeciwko reprezentacji Litwy rozgrywany 8 czerwca 2021 roku.

## Statystyki kariery
Stan na 25 maja 2025
| Klub                  | Sezon              | Liga  | Liga   | Puchar kraju | Puchar kraju | Europa | Europa | Inne  | Inne   | Suma  | Suma   |
| Klub                  | Sezon              | Mecze | Bramki | Mecze        | Bramki       | Mecze  | Bramki | Mecze | Bramki | Mecze | Bramki |
| --------------------- | ------------------ | ----- | ------ | ------------ | ------------ | ------ | ------ | ----- | ------ | ----- | ------ |
| FC Barcelona B        | 2018/19            | 20    | 0      | –            | –            | –      | –      | –     | –      | 20    | 0      |
| FC Barcelona B        | 2019/20            | 18    | 0      | –            | –            | –      | –      | 3     | 0      | 21    | 0      |
| FC Barcelona B        | 2020/21            | 12    | 0      | –            | –            | –      | –      | 1     | 0      | 13    | 0      |
| FC Barcelona B        | 2021/22            | 9     | 0      | –            | –            | –      | –      | 0     | 0      | 9     | 0      |
| FC Barcelona B        | Ogólnie            | 59    | 0      | –            | –            | –      | –      | 4     | 0      | 63    | 0      |
| Galatasaray SK (wyp.) | 2021/22            | 6     | 0      | 0            | 0            | 2      | 0      | –     | –      | 8     | 0      |
| FC Barcelona          | 2022/23            | 2     | 0      | 2            | 0            | 1      | 0      | 0     | 0      | 5     | 0      |
| FC Barcelona          | 2023/24            | 10    | 0      | 3            | 0            | 2      | 0      | 2     | 0      | 17    | 0      |
| FC Barcelona          | 2024/25            | 16    | 0      | 1            | 0            | 5      | 0      | 1     | 0      | 23    | 0      |
| FC Barcelona          | Ogólnie            | 28    | 0      | 6            | 0            | 8      | 0      | 3     | 0      | 45    | 0      |
| Ogólnie w karierze    | Ogólnie w karierze | 93    | 0      | 6            | 0            | 10     | 0      | 7     | 0      | 116   | 0      |

## Sukcesy

### FC Barcelona
- Mistrzostwo Hiszpanii: 2018/2019, 2022/2023, 2024/2025
- Puchar Króla: 2020/2021[14], 2024/2025
- Superpuchar Hiszpanii: 2022/2023, 2024/2025
- Liga Młodzieżowa UEFA: 2017/2018[15]

### Hiszpania U-17
- Wicemistrzostwo Europy U-17: 2016[16]